# Neve rossa (film)
Neve rossa (On Dangerous Ground) è un film del 1951 diretto da Nicholas Ray.

## Trama
L'agente Jim WIlson della polizia di Chicago risolve un importante caso, ma ottiene le informazioni decisive usando le maniere forti su un testimone recalcitrante. Non è la prima volta che succede e i suoi superiori decidono quindi di inviarlo per un periodo fuori città: Carrey, lo sceriffo di una piccola città al confine del Canada ha richiesto l'aiuto di un agente speciale per risolvere il caso dell'omicidio di una giovane.
Quando arriva sul posto l'agente Wilson si trova di fronte al padre della ragazza, il rude Walter Brent, deciso a farsi giustizia da solo; mentre insieme inseguono quello che sembra essere il sospettato, in una casa isolata nella foresta si trovano di fronte ad una donna cieca, Mary Malden. Wilson presto si invaghisce della donna e si offre di aiutarla a proteggere il fratello mentalmente malato, Danny, che potrebbe essere l'assassino.

## Produzione
È ispirato al romanzo Mad with Much Heart scritto nel 1945 da Gerald Butler.